# Lex Gabinia
Lex Gabinia, Lex Gabinia de piratis – ustawa rzymska wydana w 67 p.n.e. na wniosek Aulusa Gabiniusza, dająca Pompejuszowi Wielkiemu specjalne uprawnienia na terenie Morza Śródziemnego, dzięki czemu ten mógł przeprowadzić zwycięską kampanię przeciwko piratom cylicyjskim.